# Pop. Kultur und Kritik
Pop. Kultur und Kritik ist eine Zeitschrift, die seit 2012 im Frühjahr und Herbst halbjährlich im Transcript Verlag erscheint. Die Pop-Zeitschrift (Untertitel: Kultur und Kritik) ist das einzige deutschsprachige Magazin, das sich mit wissenschaftlichen und essayistischen Texten der aktuellen internationalen Popkultur widmet. Zu ihren Themenbereichen zählen sowohl Popmusik als auch Popmode, Popliteratur, Popszenen und Social Media.
Die Zeitschrift verfügt seit ihrem Beginn im September 2012 über eine eigene Website, www.pop-zeitschrift.de. Auf ihr werden neben eigenständigen neuen Artikeln auch frühere Beiträge aus der Printausgabe veröffentlicht.
Gegründet von Thomas Hecken, wird die Zeitschrift von einem Gremium herausgegeben, dem u. a. Moritz Baßler, Annekathrin Kohout und Maren Lickhardt angehören. Die Zeitschrift hat ihren Redaktionssitz am Germanistischen Seminar der Universität Siegen. Mit dem Sonderforschungsbereich 1472 „Transformationen des Populären“ der Universität Siegen ist sie seit dessen Beginn im Jahr 2021 eng verbunden.
Zu den Autorinnen und Autoren gehören viele Leute, die im Bereich der Popkultur forschen, etwa Heinz Drügh, Elena Beregow, Wolfgang Ullrich, Diana Weis, Dirk Hohnsträter und Birgit Richard. Hinzu kommen einige Beiträger und Beiträgerinnen, die u. a. häufig für die Zeitschrift Spex geschrieben haben, etwa Diedrich Diederichsen, Sonja Eismann und Tom Holert. Für das Design der Zeitschrift ist Sina Michalskaja verantwortlich; die Fotografien in der Printausgabe stammen u. a. von Christian Werner und Charlotte Rupprath.
Inhaltlich ist die Zeitschrift pluralistisch ausgerichtet. Der deutsche Popdiskurs hat in ihr ebenso einen Platz wie Ansätze der Cultural Studies; kulturkritische, queere, linke und liberale Positionen kommen in ihr gleichermaßen zur Geltung.